# Liste der Gemeinden im Landkreis Verden

Karte des Landkreises Verden

Die Liste der Gemeinden im Landkreis Verden gibt einen Überblick über die 11 kleinsten Verwaltungseinheiten des Landkreises Verden. Die Kreisstadt ist Verden (Aller).

## Beschreibung
Der Landkreis hat eine Gesamtfläche von 787,70 km2. Die größte Fläche innerhalb des Landkreises hat die Gemeinde Kirchlinteln mit 174,13 km2. Die flächenmäßig kleinste Gemeinde ist Emtinghausen mit 21,09 km2.
Den größten Anteil an der Bevölkerung des Landkreises von 138.273 Einwohnern hat die Stadt Achim mit 32.625 Einwohnern gefolgt von der Kreisstadt Verden (Aller) mit 27.211 Einwohnern. Die zwei von der Einwohnerzahl her kleinsten Gemeinden sind Emtinghausen mit 1523 Einwohnern, und Riede mit 3081 Einwohnern.
Der gesamte Landkreis Verden hat eine Bevölkerungsdichte von 176 Einwohnern pro km2. Die größte Bevölkerungsdichte innerhalb des Kreises hat die Stadt Achim mit 479 Einwohnern pro km2. Die am dünnsten besiedelte Gemeinde ist Kirchlinteln mit 58 Einwohnern pro km2.

## Legende
- Gemeinde: Name der Gemeinde beziehungsweise Stadt
- Wappen: Wappen der Gemeinde beziehungsweise Stadt
- Karte: Zeigt die Lage der Gemeinde beziehungsweise Stadt im Landkreis
- Fläche: Fläche der Stadt beziehungsweise Gemeinde, angegeben in Quadratkilometer
- Einwohner: Zahl der Menschen die in der Gemeinde beziehungsweise Stadt leben (Stand: 31. Dezember 2023[1])
- EW-Dichte: Angegeben ist die Einwohnerdichte, gerechnet auf die Fläche der Verwaltungseinheit, angegeben in Einwohner pro km2 (Stand: 31. Dezember 2023[2])
- Höhe: Höhe der namensgebenden Ortschaft beziehungsweise Stadt in Meter über Normalnull
- Bild: Bild aus der jeweiligen Gemeinde beziehungsweise Stadt

## Gemeinden
| Gemeinde                   | Wappen                                | Karte                                                   | Fläche | Einwohner | EW- Dichte | Höhe | Bild                                    |
| -------------------------- | ------------------------------------- | ------------------------------------------------------- | ------ | --------- | ---------- | ---- | --------------------------------------- |
| Landkreis Verden           | Wappen des Landkreises Verden         | Lage des Landkreises Verden in Niedersachsen            | 787,7  | 138,273   | 176        |      | Behördenhaus in Verden (Aller) IMG 0521 |
| Achim (Stadt)              | Wappen der Stadt Achim                | Lage der Stadt Achim im Landkreis Verden                | 68,10  | 32,625    | 479        | 15   | St.-Laurentius-Kirche                   |
| Dörverden                  | Wappen der Gemeinde Dörverden         | Lage der Gemeinde Dörverden im Landkreis Verden         | 83,32  | 8.749     | 105        | 16   | Galerieholländerwindmühle               |
| Kirchlinteln               | Wappen der Gemeinde Kirchlinteln      | Lage der Gemeinde Kirchlinteln im Landkreis Verden      | 174,13 | 10,180    | 58         | 45   | Odeweg - Reinken Hof                    |
| Langwedel (Flecken)        | Wappen des Fleckens Langwedel         | Lage des Fleckens Langwedel im Landkreis Verden         | 76,11  | 14,513    | 191        | 19   | 20140417-IMG 9765-Schloss Etelsen       |
| Ottersberg (Flecken)       | Wappen des Fleckens Ottersberg        | Lage des Fleckens Ottersberg im Landkreis Verden        | 99,03  | 13,119    | 132        | 14   | QuelkhornerMuehle                       |
| Oyten                      | Wappen der Gemeinde Oyten             | Lage der Gemeinde Oyten im Landkreis Verden             | 63,47  | 16,367    | 258        | 15   | Kirche in Oyten                         |
| Verden (Aller) (Stadt)     | Wappen der Stadt Verden (Aller)       | Lage der Stadt Verden (Aller) im Landkreis Verden       | 71,58  | 27,211    | 380        | 20   | Dom, von der Aller aus betrachtet       |
| Samtgemeinde Thedinghausen | Wappen der Samtgemeinde Thedinghausen | Lage der Samtgemeinde Thedinghausen im Landkreis Verden | 152,05 | 15,509    | 102        |      | Thedinghausen Packhaus                  |
| Blender                    | Wappen der Gemeinde Blender           | Lage der Gemeinde Blender im Landkreis Verden           | 38,31  | 2.864     | 75         | 12   | Windmühle Blender                       |
| Emtinghausen               | Wappen der Gemeinde Emtinghausen      | Lage der Gemeinde Emtinghausen im Landkreis Verden      | 21,09  | 1.523     | 72         | 8    | Mühle in Emtinghausen                   |
| Riede                      | Wappen der Gemeinde Riede             | Lage der Gemeinde Riede im Landkreis Verden             | 26,88  | 3.081     | 115        | 8    | Riede Kirche393SSW                      |
| Thedinghausen              | Wappen der Gemeinde Thedinghausen     | Lage der Gemeinde Thedinghausen im Landkreis Verden     | 65,77  | 8.041     | 122        | 13   | Taubenturm                              |

## Ehemalige Gemeinden
Siehe: Ehemalige Gemeinden des Landkreises Verden